# 練馬高野台駅

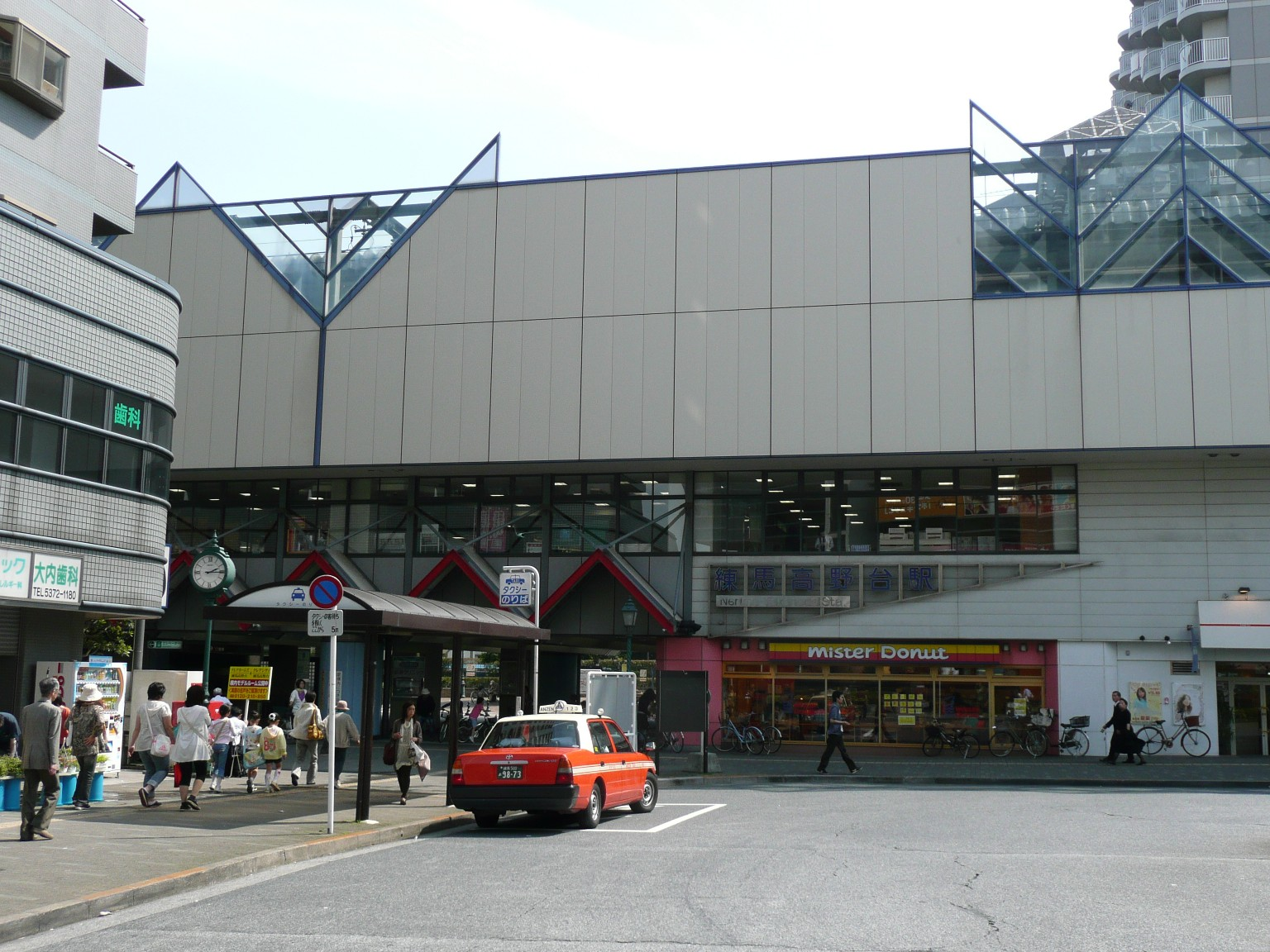
北口（2008年6月）

練馬高野台駅（ねりまたかのだいえき）は、東京都練馬区高野台一丁目にある、西武鉄道池袋線の駅である。駅番号はSI09。

## 歴史
2023年現在、西武鉄道で最も新しい駅である。次に新しい駅は西武新宿線航空公園駅。

### 年表
- 1994年（平成6年）12月7日 - 開業[1]。
  - 池袋線の高架・複々線化に合わせて駅が設置された。近くにある踏切による笹目通りの渋滞が激しいことから、1985年頃から先行して上り線、下り線の順で高架化された。高架化にあたっては、近辺住民や練馬区などから新駅を設置することが条件に入っていた。計画中の駅名の仮称は「東石神井駅」[2]であった。頭に「練馬」を冠したのは、すでに国分寺線に鷹の台駅が存在し、同音となるためである。
- 2001年（平成13年） - 留置線を設置。同年12月15日のダイヤ改正から、当駅折り返しの地下鉄直通電車が設定された。
- 2005年（平成17年）6月26日 - 待合室使用開始。
- 2012年（平成24年）
  - 6月28日 - Emio練馬高野台オープン[3]。
  - 6月30日 - 複々線化工事完成に伴うダイヤ改正が行われ、当駅始終着の列車が廃止される[4]。
- 2015年（平成27年）1月31日 - 発車メロディを小学生が作曲した曲に変更[5]。

## 駅構造
複々線の緩行線部分に島式ホーム1面2線を有する高架駅。外側に2線の通過線（急行線）を持つ。かつては、池袋寄りには急行線と緩行線を連絡する渡り線が設けられており、上り線は緩行線から急行線へ、下り線は急行線から緩行線へ渡れるようになっていたが、定期列車では回送にしか使われていなかった。渡り線は2012年6月30日のダイヤ改正で使用が終了、同時に駅事務室にあった信号所も廃止となり、2013年1月に渡り線が撤去された。
2001年に所沢寄りの上下線間に有効長10両編成分の引き上げ線が1本設置され、平日朝ラッシュ時には一部の地下鉄直通電車が当駅で折り返していたほか、事故などでダイヤが乱れた場合、朝ラッシュ時以外の時間帯でも当駅で折り返しをすることもあった。また、東日本大震災に伴い2011年3月14日には全ての列車が当駅と池袋駅間の折り返し運転とされた。
しかし、石神井公園駅までの複々線化で引き上げ線を上り緩行線に転用するのに伴い、引き上げ線は2012年6月23日に廃止され、当駅を終着・始発とする列車も同年6月30日のダイヤ改正で廃止された。
開業時からエスカレーターとエレベーター、車椅子対応トイレを設置しており、バリアフリーに配慮した駅となっている。また、2005年7月には、ホーム中央部に空調装置付き待合室が設けられた。

### のりば
| ホーム | 路線   | 方向 | 行先                               |
| ------ | ------ | ---- | ---------------------------------- |
| 1      | 池袋線 | 下り | 所沢・飯能方面                     |
| 2      | 池袋線 | 上り | 練馬・池袋・新木場・渋谷・横浜方面 |

（出典：西武鉄道:駅構内図）

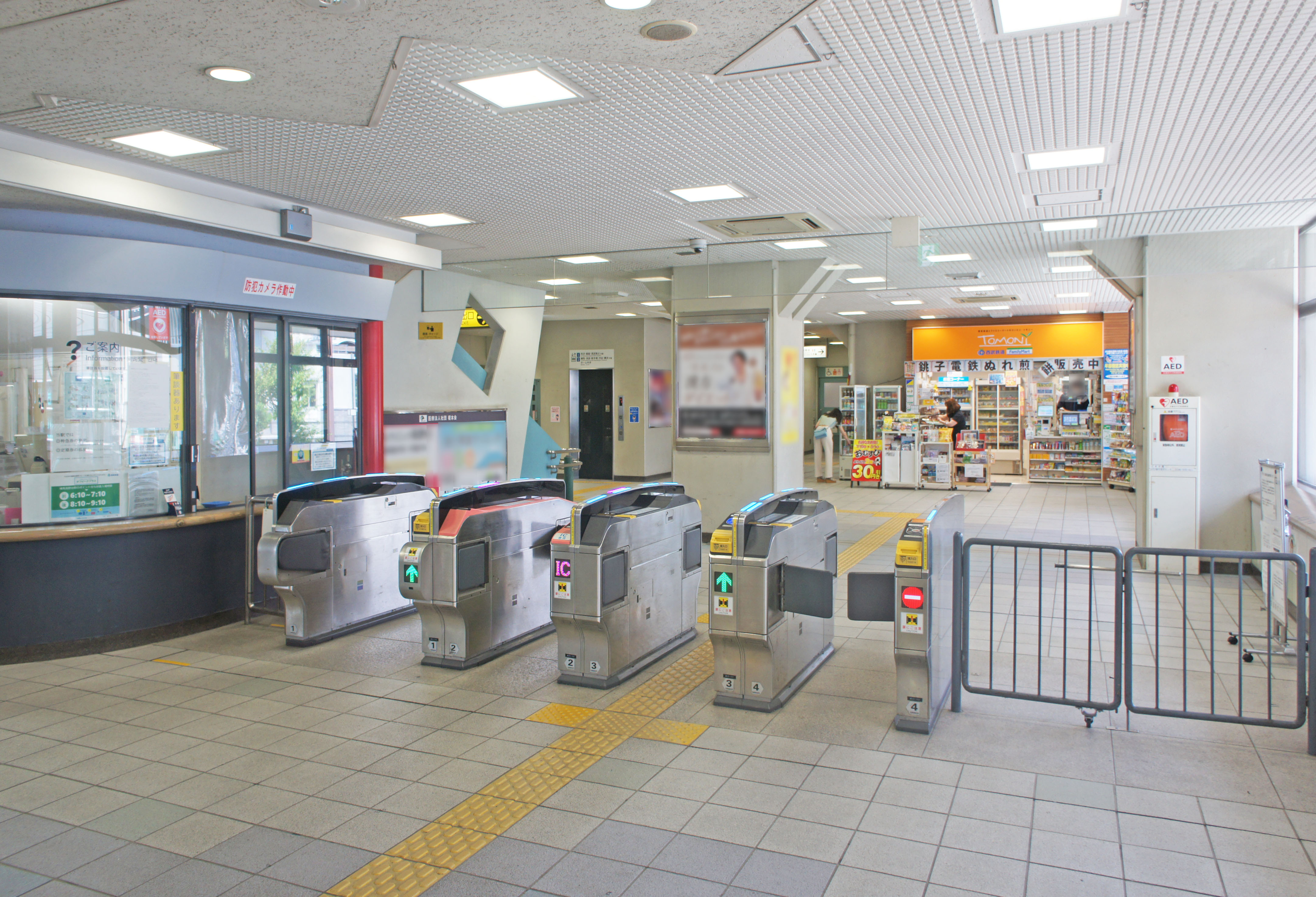
改札口（2022年7月）
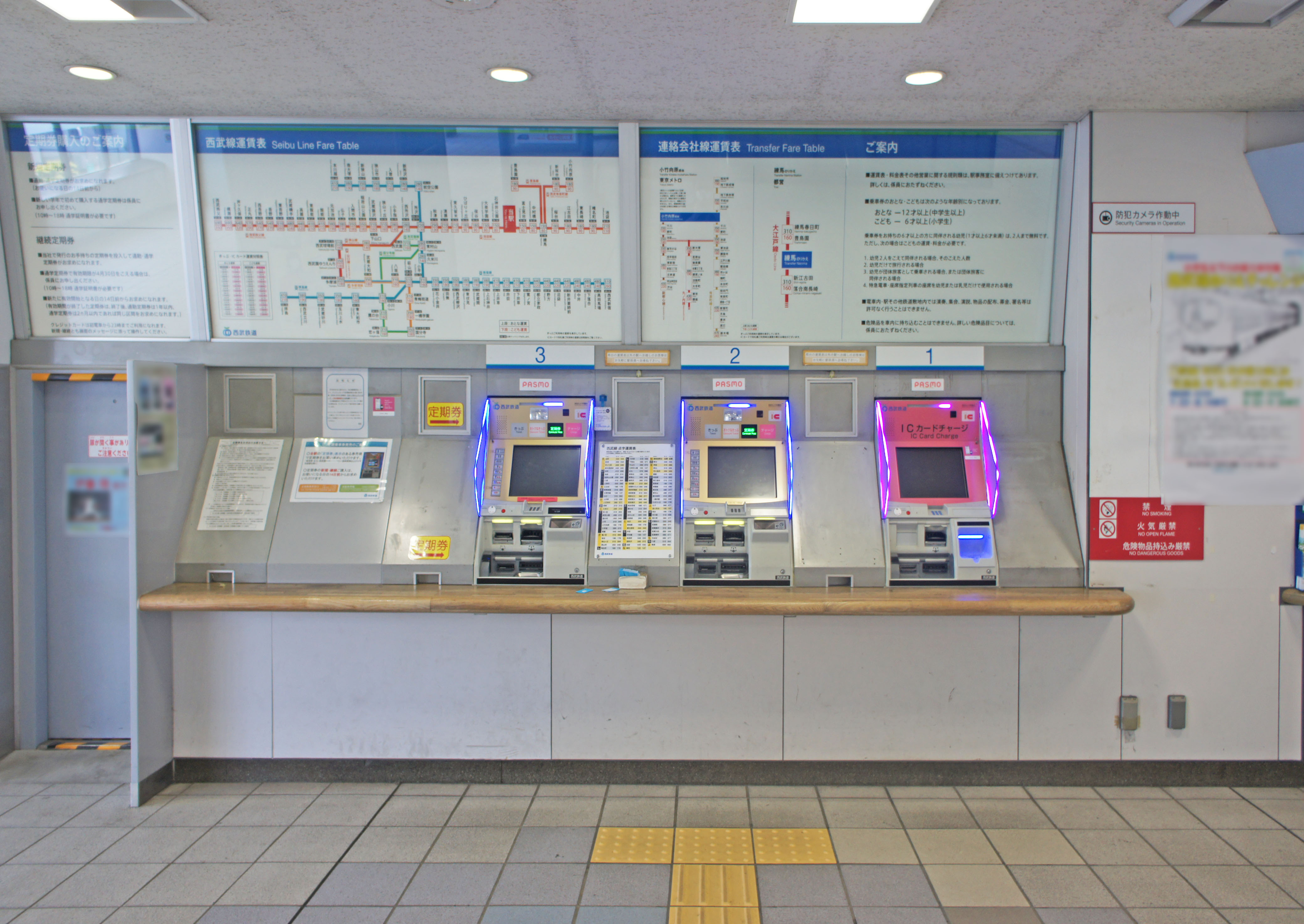
自動券売機（2022年7月）
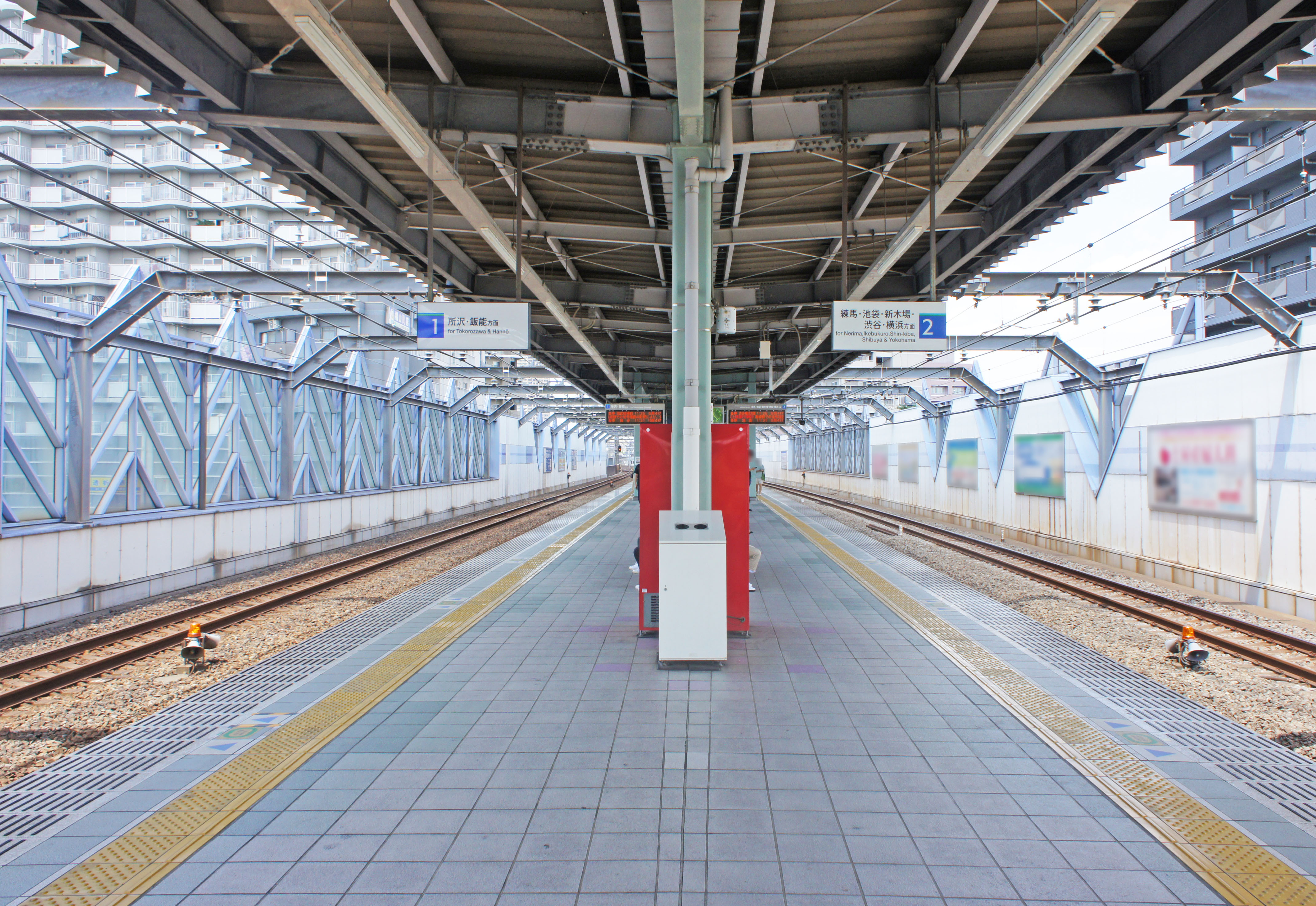
ホーム（2022年7月）

### 発車メロディ
2015年1月31日から、発車メロディが小学生作曲のものに切り替えられた。これは、2014年夏に「西武グループ こども応援プロジェクト」で子供の夢を募集したところ、2人の小学生より「自分の作った発車メロディーを駅で流したい」という応募があり実現したもの。向谷実が編曲を担当した。

#### 曲名
- きれいな川（下りホーム）
  - 駅の近くを流れる石神井川で、2羽のカモが泳ぎながら遊んでいる様子をイメージ。
- たのしい場所（上りホーム）
  - 駅に来ると楽しい気持ちになるという作曲者自身やみんなを乗せた電車が、出発して進んでいく様子をイメージ。

## 利用状況
2024年（令和6年）度の1日平均乗降人員は26,372人であり、西武鉄道全92駅中37位。ここ数年は増加傾向である。
開業以来の1日平均乗降・乗車人員の推移は下表の通りである。
| 年度               | 1日平均 乗降人員 | 1日平均 乗車人員 | 出典     |
| ------------------ | ---------------- | ---------------- | -------- |
| 1994年（平成06年） |                  |                  |          |
| 1995年（平成07年） |                  | 5,161            | [ * 1 ]  |
| 1996年（平成08年） |                  | 6,460            | [ * 2 ]  |
| 1997年（平成09年） |                  | 7,227            | [ * 3 ]  |
| 1998年（平成10年） |                  | 7,989            | [ * 4 ]  |
| 1999年（平成11年） |                  | 8,377            | [ * 5 ]  |
| 2000年（平成12年） |                  | 8,748            | [ * 6 ]  |
| 2001年（平成13年） |                  | 9,142            | [ * 7 ]  |
| 2002年（平成14年） | 18,107           | 9,590            | [ * 8 ]  |
| 2003年（平成15年） | 18,651           | 9,849            | [ * 9 ]  |
| 2004年（平成16年） | 19,019           | 9,998            | [ * 10 ] |
| 2005年（平成17年） | 20,179           | 10,642           | [ * 11 ] |
| 2006年（平成18年） | 21,742           | 11,495           | [ * 12 ] |
| 2007年（平成19年） | 22,784           | 11,899           | [ * 13 ] |
| 2008年（平成20年） | 23,704           | 12,298           | [ * 14 ] |
| 2009年（平成21年） | 24,125           | 12,454           | [ * 15 ] |
| 2010年（平成22年） | 24,310           | 12,326           | [ * 16 ] |
| 2011年（平成23年） | 23,996           | 12,091           | [ * 17 ] |
| 2012年（平成24年） | 25,068           | 12,622           | [ * 18 ] |
| 2013年（平成25年） | 25,930           | 13,082           | [ * 19 ] |
| 2014年（平成26年） | 25,919           | 13,080           | [ * 20 ] |
| 2015年（平成27年） | 26,691           | 13,454           | [ * 21 ] |
| 2016年（平成28年） | 27,067           | 13,633           | [ * 22 ] |
| 2017年（平成29年） | 27,308           | 13,745           | [ * 23 ] |
| 2018年（平成30年） | 27,206           | 13,688           | [ * 24 ] |
| 2019年（令和元年） | 27,327           | 13,749           | [ * 25 ] |
| 2020年（令和02年） | 21,139           |                  |          |
| 2021年（令和03年） | 22,480           |                  |          |
| 2022年（令和04年） | 24,395           |                  |          |
| 2023年（令和05年） | 25,409           |                  |          |
| 2024年（令和06年） | 26,372           |                  |          |

## 駅周辺
公共機関・病院など
- 順天堂大学医学部附属練馬病院
- 練馬区役所 谷原出張所
- 練馬区立総合体育館（谷原の体育館）
- 練馬区立南田中図書館
- 練馬区南田中敬老館・練馬区南田中児童館
- 練馬高野台駅前郵便局
- 練馬南田中郵便局
- 都営南田中団地
- 練馬区立石神井東中学校

道路・河川
- 石神井川 - 川沿いは煉瓦調の遊歩道に整備され、ソメイヨシノの名所。
- 笹目通り（都道443号）

公園・寺社
- 長命寺 - 山号は「東高野山」（ひがしこうやさん）で、高野台の地名の由来となっている[9]。

商業施設
- ピーコックストア 高野台店
  - 不二家
  - 文教堂書店 練馬高野台店
  - ザ・ダイソー ピーコックストア高野台店
- スポーツクラブルネサンス練馬高野台
- 西友 高野台店（2000年3月11日開店[10]）
- ヤマダデンキ テックランド練馬本店

その他
- 東京ガス練馬整圧所（谷原のガスタンク）
- 西武バス練馬営業所 - 笹目通り「八成橋」交差点そば。富士見台駅、西武新宿線井荻駅も至近。
- 西武観光バス練馬営業所 - 2011年5月15日までは西武バス高野台営業所と称していた。
- 伊豆箱根観光バス東京練馬営業所 - 西武観光バス練馬営業所と同所にある。2005年6月15日までは伊豆箱根観光バス東京営業所と称していた。その後西武バスに移管したが、2011年6月1日から同所にて営業所を再開設した。

## バス路線
すべて西武バスにより運行されている。
練馬高野台駅停留所（駅北口ロータリー）
- 西武バス
  - 練高01：成増駅南口
  - 練高02・深夜バス：成増駅南口 / 南田中車庫
  - 練高03：光が丘駅 / 南田中車庫
  - 荻17：荻窪駅
  - みどりバス関町ルート：関町福祉園

長光寺橋停留所（笹目通り沿い） - 下記の系統が発着しているが、いずれも駅前には入らず、運行本数も少ない。
- 西武バス
  - 練40：成増町 / 南田中車庫
  - 練41・深夜バス：南田中車庫 / 練馬駅

## 隣の駅
西武鉄道
 池袋線
■快速急行・■急行・■通勤急行・■快速・■通勤準急・■準急
通過
■各駅停車
富士見台駅 (SI08) - 練馬高野台駅 (SI09) - 石神井公園駅 (SI10)